# Laze, Gorenja vas - Poljane
Laze so naselje v Občini Gorenja vas - Poljane.